# Asselstein
Der Asselstein nahe Annweiler am Trifels im rheinland-pfälzischen Landkreis Südliche Weinstraße ist eine etwas mehr als 400 m ü. NHN hohe Erhebung im Pfälzerwald, auf der sich der Felsturm Asselstein befindet.

## Geographische Lage
Der Asselstein liegt im östlichen Bereich des Pfälzerwaldes etwa 1,7 km südlich von Annweiler am Trifels, 1 km westlich von dessen Ortsteil Bindersbach, 1 km nordwestlich des Rehbergs (576,8 m) und 700 m östlich der Ebersbergs (462,1 m). Die Straße von Annweiler zum Trifels, die Trifelsstraße (Kreisstraße 2), führt über die südlichen Hochlagen des Asselstein zur Rehberg-Nordflanke.

## Felsturm Asselstein
Das etwa 60 Meter lange und über 10 Meter breite Felsenriff ist an der höchsten Stelle 58 Meter hoch und besteht aus den Gesteinen des unteren Buntsandsteins (Trifels-Schichten). Der Asselstein wurde erstmals Juni 1860 bestiegen. Er gehört mit seinen fast 80 Routen, z. B. Normalweg IV-, Westwand V-, Rolfkamin V+ und Ostwand V (alles UIAA-Skala) zu den größeren Kletterzielen im Klettergebiet Südpfalz. Der schwerste Weg ist mit 9+ (UIAA) eingestuft. Unweit östlich des Felsens befindet sich die Klettererhütte.

## Gipfelbücher
Für die Besteigung des Felsen fanden 24 Gipfelbücher Verwendung, die den Zeitraum von 1904 bis 2011 abdecken.

## Wanderwege
An seiner Ostflanke entlang führt der Fernwanderweg Staudernheim–Soultz-sous-Forêts.

## Rezeption
Für den Jugendfilm Treffer aus dem Jahr 1984 wurde am Asselstein eine Kletterszene gedreht.